# ゲイル・ブロートン
ゲイル・ブロートン（Gayle Broughton、1996年6月5日 - ）は、ニュージーランドの女子ラグビー選手。

## プロフィール
- ニュージーランド・ハウェラ出身[1]。
- ポジションはフルバック(FB)。
- 身長 172cm、体重 67kg

## 略歴
2016年、リオ五輪の7人制女子ニュージーランド代表に選ばれて銀メダルを獲得。
そして2021年、東京五輪の7人制女子ニュージーランド代表に選ばれて金メダル獲得。